# Pigmentos en seres vivos

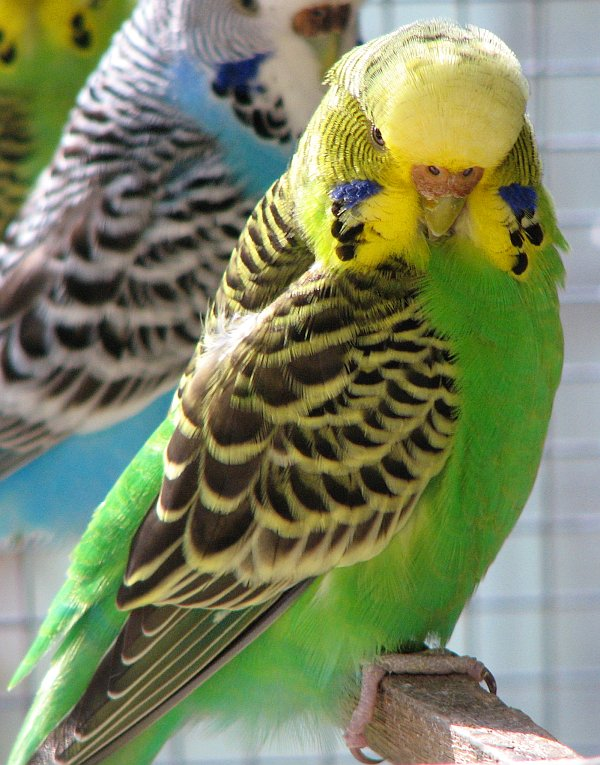
El periquito australiano consigue su color amarillo de un psittacofulvin pigmento y su color verde de una combinación del mismo pigmento amarillo y color estructural azul. El periquito azul con blanco del fondo carece del pigmento amarillo. Las marcas oscuras en ambas aves se deben al pigmento negro eumelanin.

 Los pigmentos biológicos, también conocidos como pigmentos naturales o biocromos son sustancias producidas por organismos vivos que tienen un color resultado de la absorción selectiva de color. Los pigmentos biológicos incluyen pigmentos vegetales y pigmentos de flores. Muchas estructuras biológicas, como los ojos, las plumas, la piel y el cabello contienen pigmentos como la melanina en células especializadas llamadas cromatóforo.
El color del pigmento difiere del color estructural, en que es el mismo color sin importar el ángulo desde el que se ve, mientras que el color estructural es el resultado de la iridiscencia o reflexión selectiva, normalmente debido a estructuras de múltiples capas. Por ejemplo, las alas de la mariposa típicamente contienen color estructural, a pesar de que muchas mariposas tienen células que también contienen pigmento.

## Pigmentos biológicos
Ver Sistema conjugado para conocer los enlaces del electrón que hacen que estas moléculas tengan pigmento.
- Hemo/porfirinas: Clorofila, bilirrubina, hemocianina, hemoglobina, mioglobina
- Emite luz: luciferina
- Carotenoides:
  - Hematocromos: (algal pigmentos, mezclas de carotenoides y su derivados)
  - Caroteno: Alfa y beta caroteno, licopeno, rodopsina
  - Xantófila: cantaxantina, zeaxantina, luteína
- Proteicofitocromo, ficobiliproteína
- Enolatos de polieno: Una clase de pigmentos rojos únicos para los loros
- Otro: melanina, urobilina, flavonoides

## Pigmentos en plantas

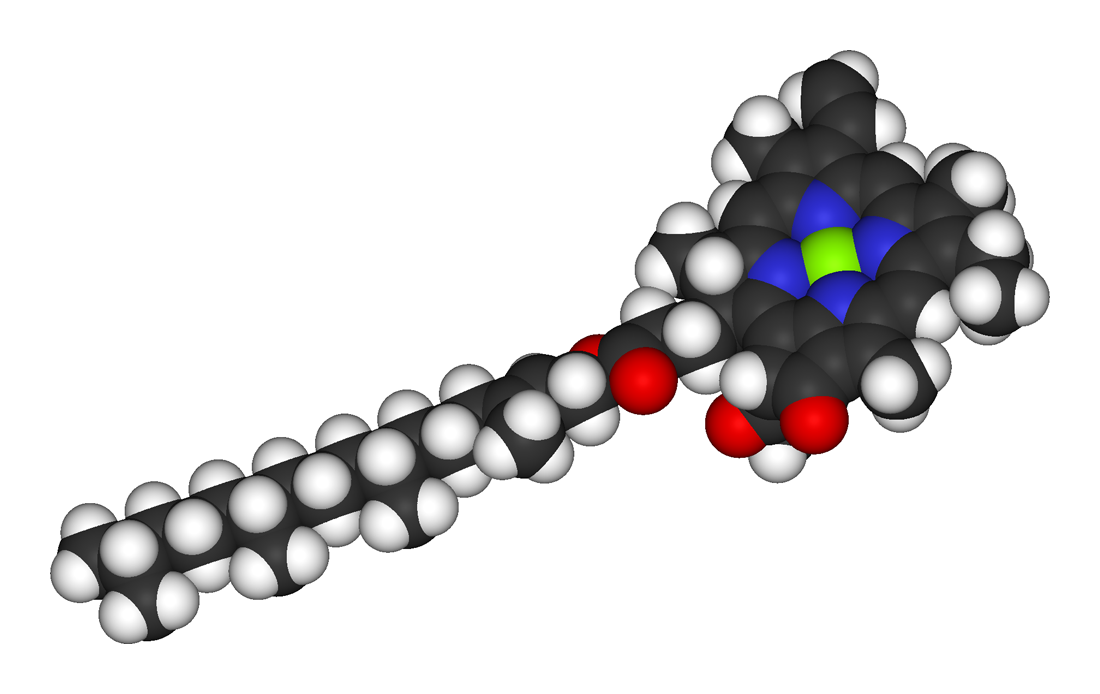
Modelo que llenado espacial de la molécula de clorofila.

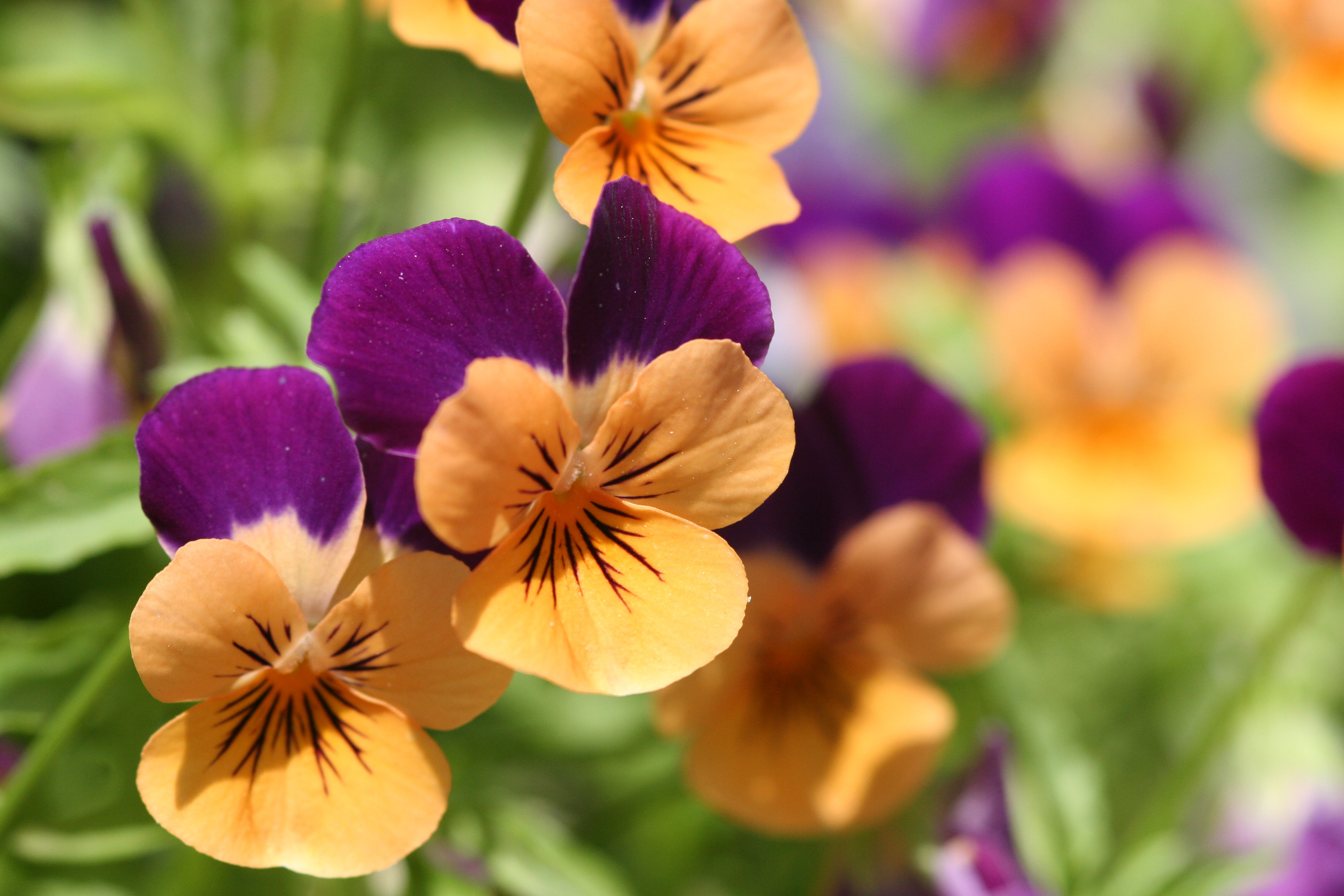
La antocianina da a estos pensamientos su pigmentación morada.

La función primaria de los pigmentos en las plantas es la fotosíntesis, la cual utiliza el pigmento verde, clorofila junto con varios pigmentos rojos y amarillos que ayudan a capturar tanta energía luminosa como sea posible.
Otras funciones de los pigmentos en las plantas incluyen atraer insectos hacia las flores para alentar la polinización.
Los pigmentos de la planta incluyen una variedad de diferentes clases de molécula, incluyendo porfirina, carotenoides, antocianinas y betalaína. Todo pigmentos biológicos absorbe selectivamente ciertas longitudes de onda de la luz mientras reflejan otras.
Los principales pigmentos responsables son:
- Clorofila: es el pigmento primario en las plantas; es una clorina que absorbe longitudes de onda roja y azules de la luz mientras que refleja el verde. Es la presencia y relativa abundancia de clorofila lo que da el color verde a las plantas. Todos las plantas terrestres y las algas verdes poseen dos formas de este pigmento: clorofila a y clorofila b. La clorofila es el medio principal que usan las plantas para interceptar la luz y llevar a cabo la fotosíntesis.
- Carotenoides: son terpenos rojos, naranja, o amarillos. Durante el proceso de fotosíntesis, tienen funciones en la recolección de luz (como pigmentos accesorios), en fotoprotección (disipación de la energía mediante un apagado no fotoquímico así como la eliminación del oxígeno singlete para prevenir el daño foto-óxidativo ), también sirven como elementos proteicos estructurales. En plantas más altas, sirven como preformadores de la hormona de planta ácido abscisíco.

Las plantas, en general, contienen seis carotenoides ubicuos: neoxantina, violaxantina, anteraxantina, zeaxantina, luteína y beta caroteno. La luteína, es un pigmento amarillo encontrado en frutas y vegetales y es el carotenoide más abundante en plantas. Licopeno, es el pigmento rojo responsable para el color de los tomates. Otros carotenoides menos comunes en las plantas, incluyen a la epoxi-luteína (en muchas especie leñosas), lactucaxanthin (encontrado en la lechuga), y alfa caroteno (encontrado en las zanahorias). En las cianobacteria existen otros carotenoides como la cantaxantina, mixoxantófila, sineoxantina, y equinenona. Las algas fotótrofas como los dinoflagellata usan peridina como pigmento para absorber la luz.
Mientras que los carotenoides pueden encontrarse unidos dentro de las proteínas que unen a la clorofila tales como los centros de reacción fotosintéticas obligatorias como los centros de reacción fotosintéticos y complejos fotosintéticos, también se encuentran dentro de las proteínas especializadas para carotenoides como la carotenoproteína naranja de cianobacterias.
- Antocianinas (Literalmente "florecer azul") es un pigmento flavonoide soluble en agua que aparece en el rango del rojo al azul, según el pH. Se encuentran en todos los tejidos de plantas altas, proporcionando color en hojas, raíces de plantas, raíces, flores y frutas, aunque no siempre en cantidades suficientes para ser perceptible. La antocianina es más visible en los pétalos de flores de muchas especies.[4]

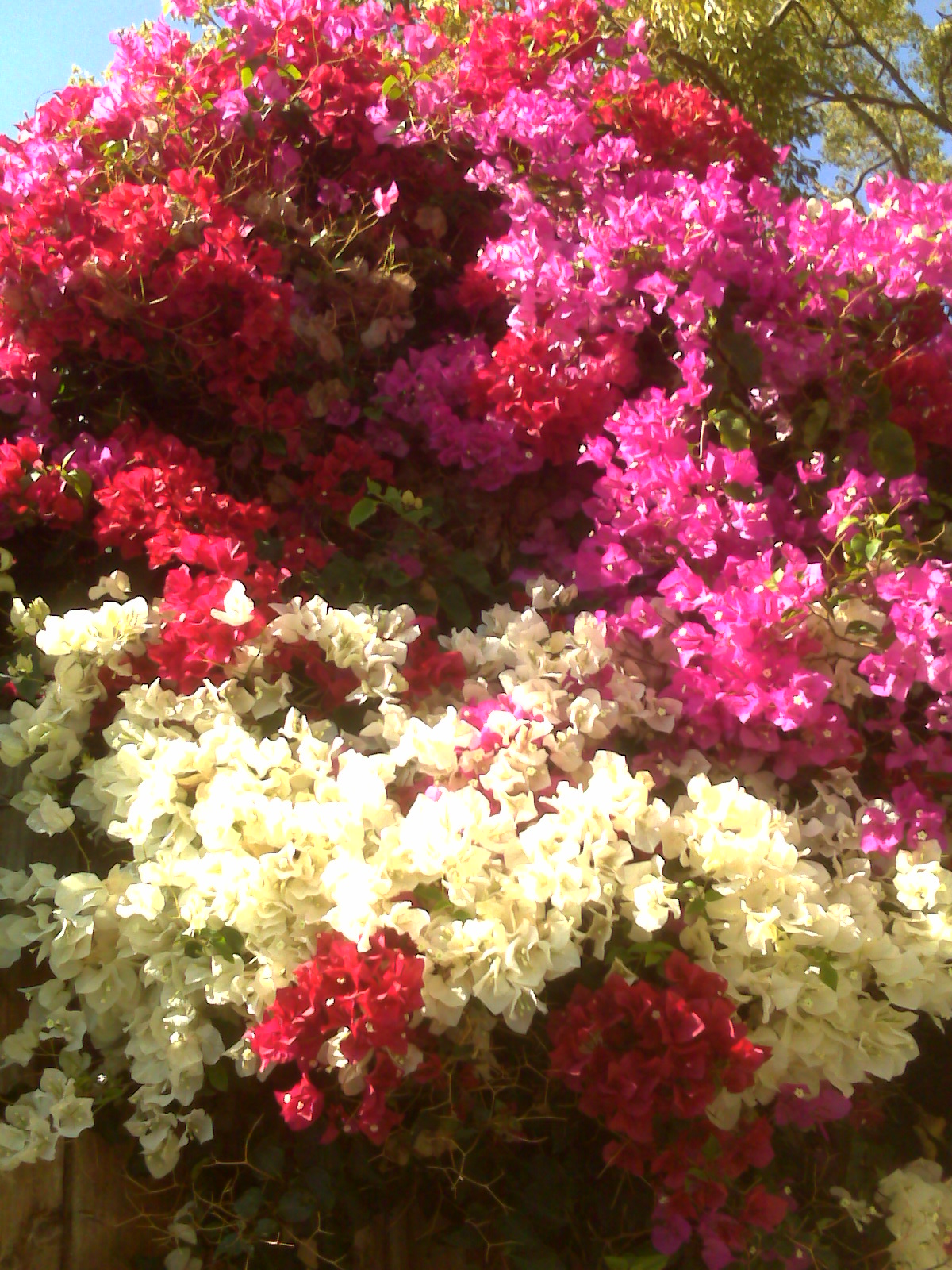
Las Bráctea de las bugambilias deben su color a la betalaína.

- Betalaínas: son pigmentos rojos o amarillos. igual que las antocianinas son solubles en agua, pero a diferencia de ellas, estás son sintetizadas por la tirosina. Esta clase de pigmentos se encuentra sólo en los cariofilales (incluyendo el cactus y el amaranto), y nunca se encuentran en plantas que contengan antocianinas.[4] También son responsables del color rojo del betabel.

Una manifestación particularmente notable de la pigmentación en plantas se puede observar en el cambio de coloración en otoño, un fenómeno que afecta a las hojas normalmente verdes de muchos arbustos y árboles caducifolios por el cual toman, durante unas cuantas semanas en la estación de otoño, varias sombras de rojos, amarillos, púrpura, y marrón. La clorofila se degrada en tetrapirroles incoloros también conocido como catabolitos de clorofila no fluorescentes (NCCs).
Cuando la predominante clorofila se degrada, se revelan los pigmentos escondidos de xantófilas amarillos y beta-carotenos naranjas.
Estos pigmentos están presentes durante el año, pero los pigmentos rojos, las antocianinas, son de nuevo sintetizados una vez que aproximadamente la mitad de la clorofila se ha degradado. Los aminoácidos liberados por la degradación de los complejos fotosínteticos se almacenan durante el invierno en las raíces de árbol, ramas, raíces, y troncos hasta la próxima primavera cuándo se reciclan para volver a la hoja del árbol.

## Pigmentos en algas
Las algas son organismos fotosintéticos muy diversos, que se diferencian de las plantas en que son organismos acuáticos, no presentan tejido vascular y no generan embrión. Sin embargo ambos tipos de organismos comparten el poseer pigmentos fotosintéticos, que absorben y liberan energía que posteriormente es utilizada por la célula. Estos pigmentos además de las clorofilas, son las ficobiliproteínas, fucoxantinas, xantofilas y carotenos, que sirven para atrapar la energía de la luz y conducirla al pigmento primario, que se encargará de iniciar las reacciones de fotosíntesis oxigénica.
Las algas llaminariales, diatomeas, y otras heterokontofita fotosínteticas contienen clorofila c en vez de b, mientras las algas rojas poseen sólo clorofila a.
| Grupo                                                             | Pigmentos |
| Algas verdes                                                      | -Clorofila a y b |
| Algas rojas                                                       | -Clorofila a -Ficobiliproteínas -Ficoeritrina pigmento rojo-morado, es el dominante en las especies que tienen un color rojo-morado. |
| Algas pertenecientes a la línea amarilla, diatomeas y algas cafés | -Clorofila a y c -Xantofila -Fucoxantina                                                                                             |

## Pigmentos en bacterias
Algunas bacterias producen pigmentos como carotenoides, melanina, violaceína, prodigiosina, piocianina, actinorrodina y zeaxantina. Las cianobacterias producen ficocianina, ficoeritrina, scytonemina, y clorofila a, clorofila d y clorofila f. Las bacterias verdes y púrpuras del azufre producen bacterioclorofila a y bacterioclorofila b.
| Grupo              | Pigmento |
| Cianobacteria      | -Clorofila a, Clorofila d y Chlorofila f -Ficocianina pigmento azul-verde, es el pigmento dominante de las cianobacterias -Aloficocianina -Ficoeritrina pigmento rojo-morado, es el dominante en las especies que tienen un color rojo-morado. -Scytonemina -Cianoficina -Carotenoides |
| Bacterias púrpuras | -Bacterioclorofila a y b |
| Bacterias verdes   | -Bacterioclorofila c y e |
| Chromobacterium    | -Violaceina |
| Streptomyces       | -Melanin |
| Micromonospora     | -Antraquinona |

## Pigmentos en animales
La pigmentación es utilizada por muchos animales como un medio para protegerse, mediante el camuflaje, mimetismo, o coloración para advertir a otros animales su toxicidad y así evitar ser depredados. Algunos animales incluyendo peces, anfibios y cefalópodos tienen cromatóforos que usan para camuflarse con el fondo y pasar desapercibidos.
La pigmentación es utilizada entre animales para señalizar, tal como se hace en la selección sexual. Por ejemplo, algunos cefalópodos utilizan sus cromatóforos para comunicarse.
El fotopigmento rodopsina, atrapa la luz como primer paso en la percepción de la luz.
Los pigmentos de la piel como la melanina pueden proteger los tejidos de quemaduras solares por la exposición a radiación ultravioleta.
Aun así, algunas estructuras biológicas en animales, como el grupo hemo, que ayuda transportar oxígeno en la sangre, su color es resultado de su estructura. Su color no tiene una función de protección o de señalización.

### Enfermedades y condiciones
Hay una variedad de enfermedades y condiciones anormales en humanos y animales debido a la pigmentación, ya sea por la ausencia o perdida de pigmentación, por células de pigmento o por la producción en exceso de pigmento.
- Albinismo: es un desorden heredado caracterizado por la pérdida total o parcial de melanina. Humanos y animales que padecen albinismo son llamados albinista (el término albino también es utilizado, pero puede ser considerado como ofensivo cuándo es aplicado a personas).
- Ictiosisis: también llamada "piel de pez", es una condición heredada en la cual el síntoma es una producción en exceso de melanina. La piel es más oscura de lo normal, y se caracteriza por verse más oscura, escamosa y seca.
- Melasma: es una condición en qué manchas pigmentación marrón oscuro aparecen en la cara, influida por cambios hormonales. Cuándo ocurre durante un embarazo, esta condición se apellida la máscara de embarazo.
- La pigmentación ocular es una acumulación de pigmento en el ojo, y puede ser causada por medicación con latanoprost.[14]
- Vitiligo: es una condición en qué hay una pérdida de células que producen pigmentos llamados melanocitos en partes de piel.

### Pigmentos en animales marinos

#### Carotenoides y carotenoproteínas
Los carotenoides son el grupo más común de los pigmentos encontrados en naturaleza. Se han encontrado alrededor de 600 clases diferentes de carotenoides en animales, plantas, y microorganismos.
Los animales son incapaces de producir sus propios carotenoides así que los obtienen estos pigmentos de las plantas. Las carotenoproteinas son especialmente comunes entre los animales marinos. Estos complejos son responsables de varios colores (rojo, púrpura, azul, verde, etc.) que usan estos invertebrados marinos para aparearse en rituales y en camuflaje. Hay dos tipos principales de carotenoproteinas: Tipo A y Tipo B. El tipo A tiene carotenoides (cromógeno) los cuales están estequiómetricamente asociados con una proteína sencilla (glicoproteína). El segundo tipo, Tipo B, tiene carotenoides que están asociados con una lipoproteína y por lo regular es menos estable. Mientras el tipo A es generalmente encontrado en la superficie (conchas y pieles) de invertebrados marinos, el tipo B se encuentra en huevos, ovarios, y sangre. Los colores y la absorción característica de estos complejos de carotenoproteinas se basan en la unión química del cromógeno y de las subunidades proteicas.
Por ejemplo, la carotenoproteina azul, linckcacianina tiene aproximadamente de 100 a 200 moléculas de carotenoides por cada complejo. Además, las funciones de este complejo de pigmento-proteína están en función de su estructura química y si esta cambia su función también. Las carotenoproteinas que se encuentran dentro de la estructura fotosintética son más comunes, pero más complicadas así como los complejos de pigmento-proteína que están fuera del sistema fotosintético son menos comunes, pero tienen una estructura más sencilla. Por ejemplo, hay sólo dos de estas proteínas de astaxantina azul en la medusa, Velella velella, que contiene sólo aproximadamente 100 carotenoides por complejo.[cita requerida]
Un carotenoide común en los animales es la astaxanthina, la cual emite un pigmento azul-morado y verde. El color de astaxanthina se forma al crear complejos con proteínas en determinado orden. Por ejemplo, el crustocrin tiene aproximadamente 20 moléculas de astaxantina unidas con proteína. Cuándo los complejos interaccionan por la interacción exciton-exciton, disminuye el máximo de absorbencia, cambiando los diferentes pigmentos de color.
En las langostas, están presentes varios tipos de complejos de astaxanthina-proteína . El primero es la crustacianina (max 632 nm), un pigmento azul encontrado en el caparazón de langostas. El segundo es un crustocrin (max 409 nm), un pigmento amarillo se encuentra en la capa exterior del caparazón. Finalmente, la lipoglicoproteina y ovoverdina forman un pigmento verde brillante que es está presente normalmente en las capas exteriores del caparazón y en los huevos de langosta.

#### Tetrapirroles
Tetrapirroles, es el segundo grupo más común de pigmentos. Tienen cuatro anillos de pirroles, cada anillo que consta de C4H4NH.[cita requerida] La función principal de los tetrapirroles es su conexión en el proceso biológico de oxidación. Los tetrapirroles tienen una función importante en el transporte de electrones y actúa como un reemplazo para muchas enzimas. Además, también tienen una función en la pigmentación de los tejidos de organismos marinos.

#### Melanina
La melanina es una clase de compuestos que sirve como pigmento con diferentes estructuras responsables de tonos oscuros, bronceados, pigmentos rojizos y amarillentos en animales marinos. Se produce cuando el aminoácido tirosina se transforma a melanina, la cual se encuentra en la piel, cabello, y ojos. Derivada de la oxidación aeróbica de fenoles, los cuales son polímeros.
Hay mucho diferentes tipos de melaninas considerando que son un conjunto de moléculas de componentes más pequeños, como el nitrógeno que contiene melaninas. Hay dos clases de pigmentos: eumelanina insoluble negra y marrón, las cuales son derivadas de la oxidación aeróbica de la tirosina en la presencia de tirosinasa, y la feomelanina alacali-soluble con un rango que va del amarillo al color rojo marrón, surgiendo de la desviación de la ruta de la eumelanina a través de la intervención de cisteína y/o glutatión. La eumelanina normalmente se encuentra en la piel y ojos. Distintas melaninas incluyen melanoproteina (una melanina marrón oscura que está almacenada en altas concentraciones en el saco de tinta de la Sepia Officianalis), echinoidea (encontrado en erizos de mar), holothuroidea (encontrados en pepinos de mar), y ophiuroidea (encontrados en estrellas quebradizas y serpientes). Estas melaninas son posiblemente polímeros qué surgen de repetir acoplamientos de monómeros simple o de altos pesos moleculares. Los sistemas de anillos de compuestos como el Benzotiazol y la tetrahidroisoquinolina actúan como compuestos absorbentes de UV.

#### Bioluminiscencia
La única fuente de luz en el mar profundo, los animales marinos emiten energía luminosa visible llamada bioluminiscencia, la cual es un subconjunto de quimioluminiscencia. Esta es una reacción química donde la energía química se transforma en energía lumínica. Está estimado que 90% de los animales que viven en las profundidades del mar producen alguna clase de bioluminiscencia. Considerando que una gran proporción del espectro de luz visible es absorbida antes de penetrar el mar profundo, la mayoría de la luz emitida por los animales marinos es azule y verde. Aun así, hay algunas especies que pueden emitir una luz roja e infrarroja, incluso se sabe de un género que emite bioluminiscencia amarilla. El órgano responsable de emitir bioluminiscencia se conoce como fotóforos. Este órgano únicamente está presente en calamares y peces, lo utilizan para iluminar sus superficies ventrales, los cuales disfrazan sus siluetas para confundir a los depredador o para atraer presas. Los usos que tienen los fotóforos en los animales marinos difieren, como lentes para controlar la intensidad del color, y la intensidad de la luz producida. Los calamares tienen ambos fotóforos y cromatóforos el cual controla ambas intensidades. Otra cosa que es responsable para la emisión de bioluminiscencia, que es evidente en las ráfagas de luz que emiten las medusas, empieza como una luciferina (un fotogeno) y finaliza como emisor de luz (un fotogogikon.) La luciferina, luciferasa, sal, y el oxígeno al combinarse reaccionan para crear una sola unidad llamada fotoproteínas, los cuales pueden producir luz cuándo reaccionan con otra molécula como el Ca+. La medusa utiliza esto como mecanismo de defensa; cuándo un depredador más pequeño intenta devorar una medusa, esta destellará sus luces, con lo cual atraerá a un depredador más grande quien perseguirá al depredador más pequeño, alejando así a ambos depredadores . También se utiliza durante el apareamiento.
El coral y las anémonas de mar que construyen arrecifes también fluorescen; la luz es absorbida en una longitud de onda, y se refleja en otra. Estos pigmentos pueden actuar como protectores solares naturales, ayudan en la fotosíntesis, sirve para alejar depredadores, para atraer pareja, advertir rivales.

#### Cromatóforos
Los cromatóforos son células que cambian un pigmento de color al ser directamente estimuladas por neuronas motoras centrales. Son utilizados principalmente para adaptarse al medio ambiente de forma rápida y camuflarse. El proceso de cambiar el color de la pigmentación de su piel recae en una solo célula del cromatóforo altamente desarrollada y muchos músculos, nervios, glail y células de envoltura. Los cromatóforos contienen vesículas que almacenan tres líquidos de pigmentos diferentes. Hay tres tipos de células cromatóforas, cada una indica un color diferente: eritróforos, melanóforos y xantóforos. El primer tipo es el eritróforo, el cual contiene pigmentos rojizos como carotenoides y pteridinas. El segundo tipo son los melanóforos, los cuales contienen pigmentos negros y marrones como las melaninas. El tercer tipo es el xantóforo el cual contiene pigmentos amarillos en forma de carotenoides. De la combinación de diferentes capas de cromatóforos se obtienen distintos colores. Estas células normalmente se localizan debajo de la piel o escama de los animales. Hay dos categorías de colores generados por la célula – biocromo y esquimatocromos. Los biocromos son colores formados químicamente, pigmentos naturales microscópicos . Su composición química está creada para tomar un solo color de la luz y reflejar el resto. En contraste, los esquimatocromos (colores estructurales) son colores que se crean de la reflexión de la luz en una superficie incolora y la refracciones por tejidos. Los esquimatocromos actúan como prismas, refractando y dispersando la luz visible a los alrededores, lo cual eventualmente reflejará una combinación concreta de colores. Estas categorías están determinadas por el movimiento de pigmentos dentro de los cromatóforos. Los cambios fisiológicos de color son rápidos y a corto plazo , estos cambios se encuentran en peces, y es el resultado de la respuesta de un animal a un cambio en el entorno. En contraste, los cambios morfológicos de color son a largo plazo, ocurren en etapas diferentes del animal, se deben al cambio en el número de cromatóforos. Para cambiar los pigmentos de color, transparencia, u opacidad, las células alteran su forma y medida o expanden o contraen su cobertura exterior.

#### Pigmentos fotoprotectores
Debido al daño provocado por los rayos UV-Un y UV-B, los animales marinos han evolucionado para tener compuestos que absorbe la luz UV que actúan como un protector solar. La micosporina igual que los aminoácidos (MAAs) puede absorber los rayos UV en 310-360 nm. La melanina es otro fotoprotector. Los carotenoides y fotopigmentos, ambos actúan indirectamente como foto-pigmentos protectores, al combatir los radicales libre del oxígeno. También sirven como complementos a los pigmentos fotosintéticos que absorben la energía lumínica en el espectro azul.

#### Función defensiva de pigmentos
Es sabido que los animales utilizan sus patrones de color para advertir a los predadores, aun así se ha observado que un pigmento de esponja imita un químico el cual implica el control de muda de un anfípodo, el cual se sabes es predador de las esponjas. De tal manera que cuando el anfípodo se comía a la esponja, los pigmentos químicos impiden la muda, y así finalmente el anfípodo muere.

#### Influencia medioambiental en el color
La coloración en los invertebrados varía sobre la base de la profundidad, temperatura de agua, fuente alimentaria, corrientes, ubicación geográfica, exposición ligera, y sedimentation. Por ejemplo, la cantidad de carotenoides de cierta anémona de mar disminuye al profundizar en el océano. Así, la vida marina que reside en las aguas más profundas es menos brillante que los organismos que viven en áreas con suficiente iluminación debido a la reducción de pigmentos. En las colonias de la simbiosis colonial ascidian-cianofita Trididemnum solidum, sus colores son diferentes dependiendo del régimen de luz en qué viven. Las colonias que están expuestas completamente al sol se calcifican fácilmente, son más gruesas, y se blanquean. En contraste con las colonias que viven en áreas sombreadas, donde hay más ficoeritrina (pigmento que absorbe el color verde) en comparación con la ficocianina (pigmento que absorbe el color rojo), son más delgadas, y de color morado. El color morado de las colonias que se encuentran en la sombra se debe principalmente a la ficobilina (pigmento contenido en las algas), lo que significa que el color de estas colonias cambia dependiendo de la exposición que tengan a la luz.

#### Coloración adaptativa
El aposematismo, es una coloración de aviso para que los posibles depredadores se mantengan alejados . En muchos nudibranquios cromodoris, toman en desagradables y tóxicas sustancias químicas emitidas por esponjas y las almacenan en sus glándulas repugnatoriales (localizados alrededor del borde de manto). Los predadores del nudibranquio ha aprendido evitar a estos nudibranquios basándose en sus patrones de color brillantes. Las presas también se protegen por sus compuestos tóxicos que van desde lo compuestos orgánicos a los inorgánicos.

#### Actividades fisiológicas
Los pigmentos de animales marinos sirven para distintos propósitos, además de tener roles defensivos. Algunos pigmentos se sabe protegen contra los rayos UV (ve foto-pigmentos protectores.) En el nudibranquio, Nembrotha Kubaryana, tetrapirrole pigmento 13 ha sido encontrado como un potente agente antimicrobial. También en esta criatura, tamjaminas A, B, C, E, y F han mostrado actividades antimicrobianas, antitumorales e inmonodepresivas.
Los sesquiterpenoides son reconocido por sus colores azules y morados, pero también se ha reportado de exhibir una bioactividad antibacteriana, inmunoregulación, antimicrobiana, y citotóxica, así como la actividad inhibitoria en contra de la división celular en el fecundado erizo de mar y los huevos de ascidian. Muchos otros pigmentos han sido mostrados para ser citotóxicos. De hecho, dos nuevo carotenoides que se aislaron de una esponja llamadaPhakellia stelliderma mostraron una suave citotoxicidad en contra de células de leucemia en el ratón. Otros pigmentos con implicaciones médicas incluyen a scitonemina, topsentinas, y debromohimenialdisina tienen varios compuestos que ayudan en el campo de inflamación, artritis reumatoide y osteoartritis respectivamente. Hay evidencia que las topsentinas son un potente mediador desinflación inmonogénica, y topsentin y scitonemina son potentes inhibidores de la inflamación neurogénica .

## Usos
Los pigmentos pueden ser extraídos y utilizados como tintes.
Los pigmentos (como astaxanthina y licopeno)son utilizados como suplementos dietéticos.